# التجلي (لوحة)
التجلي هي لوحة زيتية رسمها رفائيل في عام 1516 - 1520، اللوحة حالياً ضمن مقتنيات متاحف الفاتيكان.